# Colonophora
Colonophora là một chi bướm đêm thuộc họ Cosmopterigidae.